# Baldriga de Heinroth
La baldriga de Heinroth (Puffinus heinrothi) és un ocell marí de la família dels procel·làrids (Procellariidae), d'hàbits pelàgics que cria a les illes Bougainville (a les Bismarck) i Kolombangara (a les Salomó) i es dispersa pels mars del voltant.